# Ruido sal y pimienta

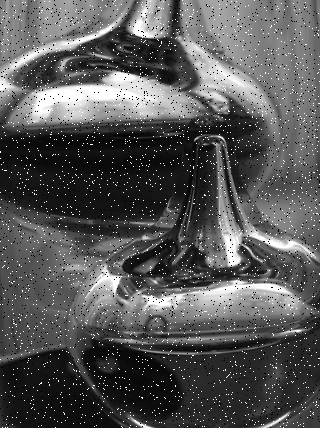
Una imagen con ruido sal y pimienta

El ruido sal y pimienta (salt-and-pepper noise) que se presenta principalmente en imágenes. Se caracteriza principalmente por cubrir de forma dispersa toda la imagen con una serie de píxeles blancos y negros.
Este tipo de ruido suele producirse cuando la señal de la imagen es afectada por intensas y repentinas perturbaciones o impulsos.
Una forma efectiva para la reducción de este tipo de ruido es mediante el uso de filtros medianos o filtros morfológicos.  A diferencia de los filtros basados en la media empleados para la reducción de ruido Gaussiano, la salida de los filtros medianos utiliza el valor de la mediana de la vecindad de cada píxel, por lo que este tipo de ruido puede ser rápida y eficientemente eliminado.